# Budaia
Budaia (em árabe: البديع‎; romaniz.: Budaiya) é uma cidade do Reino do Barém localizada na província Capital. De acordo com o censo de 2001, tinha 30 702 residentes. Está a 4 metros de altura.